# Hermann Gienke
Hermann Wilhelm Adolf Johann Gienke (* 2. April 1893 in Techentin, Amt Grabow; † 13. März 1972 in Bremen) war ein Bremer Politiker (SPD) und Mitglied der Bremischen Bürgerschaft.  

## Biografie
Gienke war als Angestellter in Bremen tätig.
Er war Mitglied der SPD.
Vom November 1946 bis 1955 war er Mitglied der ersten bis dritten gewählten Bremischen Bürgerschaft und in Deputationen der Bürgerschaft tätig. 
Gienke war seit dem 5. Juni 1963 mit Meta geb. Brandt (1899–1985) verheiratet. Die Eheschließung fand in Bremen-Mitte statt. Hermann Gienke starb am 13. März 1972 um 17:50 Uhr im Zentralkrankenhaus St.-Jürgen-Straße in Bremen im Alter von 78 Jahren. Er wohnte zuletzt in der Woltmershauser Straße 310 in Bremen.